# Coité do Noia
Coité do Noia is een gemeente in de Braziliaanse deelstaat Alagoas. De gemeente telt 12.669 inwoners (schatting 2009).